# Mozilla (communauté)
Pour les articles homonymes, voir Mozilla.

Logotype de Mozilla.

Mozilla est une communauté développant des logiciels libres sous la direction de la Fondation Mozilla. Elle développe et publie les produits Mozilla, tous libres d'accès et respectant le Manifeste Mozilla émis en 2007 par Mitchell Baker afin d'améliorer l'internet. Les logiciels sont entre autres le navigateur internet Firefox ordinateurs et mobiles, le logiciel de courrier Thunderbird, l'OS Firefox mobile et le gestionnaire de bugs Bugzilla. Les différents usages du terme « Mozilla » sont indiqués ci-dessous dans l'ordre chronologique de leur apparition.

## Nom de code de Netscape Navigator

Icône de Netscape

Historiquement, le nom Mozilla a été utilisé au sein de l'entreprise Netscape Communications comme nom de code pour le navigateur Web Netscape Navigator. Ce nom proposé par Jamie Zawinski est en fait la contraction du nom « Mosaic killer » (littéralement « tueur de Mosaic ») ; « killer » étant orthographié « killa » pour correspondre à la prononciation du mot dans le langage courant, le nom s'est donc formé de la façon suivante : « Moz » (pour « Mosaic ») et « illa » (fin de « killa ») ce qui a donné « Moz+illa ». Ce nom faisant ainsi référence au fait que ses concepteurs espéraient que leur navigateur détrônerait NCSA Mosaic, le navigateur web le plus populaire à l'époque. Le nom fait également référence au monstre Godzilla.

## Identificateur du client web dans HTTP
Encore aujourd'hui, le mot « Mozilla » est envoyé dans la majorité des communications établies avec le protocole de communication HTTP. Ce mot apparaît dans une chaîne de caractères identifiant le client Web, appelée « user agent string » en anglais.
Le mot « Mozilla » a toujours été utilisé pour identifier Netscape Navigator dans HTTP. Ainsi la version béta 0.91 fonctionnant sur Windows s'identifie comme suit : Mozilla/0.91 Beta (Windows). Or Netscape Navigator proposait plusieurs fonctionnalités en avance sur les autres navigateurs de l'époque, en particulier NCSA Mosaic. L'usage de ces fonctionnalités pouvait donc poser des problèmes aux utilisateurs d'autres navigateurs. Un nombre non négligeable de webmestres a donc commencé à utiliser cet identificateur pour filtrer l'accès à leur site web. Mais ce filtrage destiné à envoyer un contenu simplifié aux anciens navigateurs prenait également dans ses mailles tous les nouveaux navigateurs concurrents, comme Microsoft Internet Explorer. Pour ne pas être artificiellement écartés, et éviter d’engendrer des erreurs, les concurrents de Netscape ont donc été obligés de faire en sorte que leur propre navigateur contourne le filtrage en s'identifiant en tant que Mozilla. C'est pour cela que Internet Explorer 6 s'identifie encore comme une variante compatible de Mozilla, ainsi : Mozilla/4.0 (compatible; MSIE 6.0; Windows NT 5.1; SV1).

## Mascotte de Netscape
Mozilla était le nom de la mascotte de l'entreprise Netscape Communications, nommée auparavant Mosaic Communications Corporation. Au début, la mascotte n'étant pas encore définitive, plusieurs personnages ont donc représenté l'entreprise comme un astronaute équipé d'un casque. Mais l'usage a finalement choisi un lézard ressemblant à Godzilla car cela allait bien avec le nom semblable à celui du monstre. C'est Dave Titus qui, en 1994, a imaginé ce personnage ayant l'apparence d'un lézard vert, il a travaillé directement avec Nathan Rapheld et Andrew Wong de Poppe Tyson Advertising sur la représentation visuelle de Mozilla.
Dans les premières années d'activité, la mascotte était bien mise en évidence sur le site Web de l'entreprise, puis dans le souci d'avoir une image plus professionnelle (en particulier dans ses relations avec les clients), elle a ensuite été retirée. Cependant au sein de l'entreprise, Mozilla n'a pas cessé d'exister, il apparaissait souvent par exemple sur les tee-shirts donnés aux employés et comme décoration sur les murs du campus Netscape situé à Mountain View.
En 1998, lorsque l'entreprise a fait l'acquisition de NewHoo, un annuaire web, ce dernier a été rebaptisé Open Directory Project que l'entreprise a également surnommé dmoz (pour « Directory of Mozilla », c'est-à-dire « annuaire de Mozilla ») en raison de sa similarité au projet Mozilla. Une image du lézard a alors été mise en place sur chaque page du site (ce qui reste encore le cas aujourd'hui bien que l'entreprise Netscape ait été liquidée après son rachat par AOL).

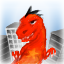
Mozilla, une mascotte semblable à Godzilla.

Le projet Mozilla a également utilisé dans les premiers jours sur son site mozilla.org le lézard vert original de l'entreprise Netscape sur sa bannière, mais Netscape n'étant pas disposé à accorder l'utilisation du lézard vert, c'est une variante qui a été utilisée : un tyrannosaure rouge visible dans l'habillage graphique de mozilla.org.
C'est Jamie Zawinski qui a été chargé d'introduire le logo « dinosaure rouge » de remplacement. Jamie Zawinski a agi ainsi pour créer une image de marque séparée du projet Mozilla et le distinguer des produits de Netscape. Un autre facteur important a été le penchant de Jamie pour le travail de Shepard Fairey, l'artiste qui a créé le dessin modèle de mozilla.org.

## Le projet Mozilla

### La Fondation Mozilla
Le nom « Mozilla » est parfois employé pour désigner le projet lancé par Netscape visant à produire une suite Internet de logiciel libre/open source de nouvelle génération. C'est ainsi que l'organisation Mozilla (Mozilla Organization) a été fondée en 1998 pour mener à bien ce projet. Le 15 juillet 2003, l'organisation s'est officiellement déclaré comme étant une association sans but lucratif et est devenue la Fondation Mozilla (Mozilla Foundation). La fondation est notamment à l'origine du navigateur web Firefox et du client de messagerie Thunderbird, parmi d'autres produits. En 2006, la marque Mozilla est déposée par la Fondation Mozilla. En octobre 2015, Mozilla revendique presque 11 000 « Mozilliens », bénévoles et employés, dans 87 pays.

### Mozilla Corporation
Le 3 août 2005, la Fondation Mozilla a annoncé la création d'une entreprise : la Mozilla Corporation, une filiale à but lucratif. Cette dernière a pour principal objectif la diffusion de Firefox et de Mozilla auprès des utilisateurs finaux. Elle s'occupe également de la promotion et du partenariat des produits. D'après Christopher Blizzard, administrateur de la Fondation Mozilla, les revenus de la Mozilla Corporation pour l'année 2005 dépassent les 50 millions de dollars, pour un peu moins de 100 employés à travers le monde. En 2012, son chiffre d'affaires a été de 311 millions d'euros et en octobre 2014, elle comptait 1 200 employés.

## La suite de logiciels Mozilla

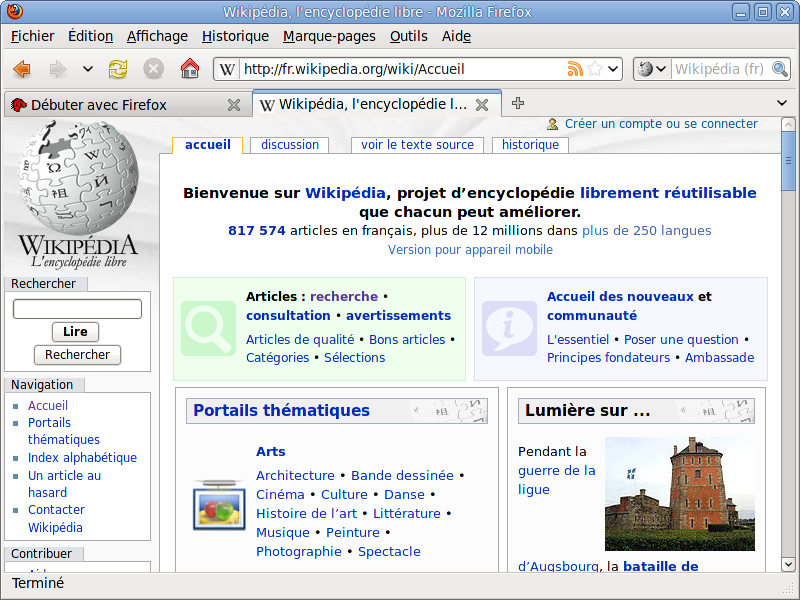
Mozilla Firefox 3.5 affichant la page d'accueil de la version française de Wikipédia.

En mars 1998, Netscape a placé la plupart des codes sources de sa suite Internet Netscape Communicator sous licence libre/open source. La nouvelle application mise au point à partir de ces codes sources a été nommée « Mozilla », en référence au nom de code de l'ancien Netscape Navigator. Après une longue série de cycles de développement (nombreuses versions du type 0.x), Mozilla 1.0 est finalement sorti le 5 juin 2002.
La suite de logiciels a principalement été connue comme étant la base libre de la suite Netscape (version 6 et 7), et ses codes sources (principalement le moteur de rendu Gecko) sont devenus la base de nombreux logiciels indépendants, dont notamment les logiciels phares de la Fondation Mozilla : Firefox et Thunderbird. Pour éviter les confusions entre la suite de logiciels Mozilla et les logiciels indépendants, la suite est diffusée sous l'appellation « Mozilla Suite » (Suite Mozilla), ou, en version longue « Mozilla Application Suite » (Suite d'applications Mozilla).
La Fondation Mozilla a abandonné cette suite, pour que les développeurs puissent se concentrer sur Firefox et Thunderbird. La communauté Mozilla continue cependant de travailler à l'élaboration de cette suite de façon non officielle sous le nom de SeaMonkey.

## Navigateurs basés sur Mozilla
Par simplicité, le nom « Mozilla » est souvent employé pour désigner tous les navigateurs Web dérivant du projet Mozilla. Par exemple, lorsqu'un site Web indique qu'il peut être visité à l'aide d'un navigateur Mozilla, cela peut être le navigateur de la suite Mozilla (maintenant repris sous le nom de SeaMonkey), Firefox, Camino, Netscape 6, etc. Dans certains anciens programmes de statistiques pour Internet, ils sont désignés de manière incorrecte par le terme « Netscape 5.x » car la chaîne de caractères du User-Agent a commencé avec Mozilla/5.0.

## Mozilla application framework

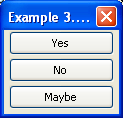
Plate-forme Mozilla.

Le nom « Plate-forme Mozilla » est aussi utilisé pour désigner le Mozilla application framework, un framework permettant de mettre au point des logiciels multiplate-forme, c’est-à-dire pouvant tourner sous plusieurs systèmes d’exploitation. Ce framework se compose principalement du moteur de rendu Gecko mais aussi de XUL (pour la partie interface graphique), de Necko (bibliothèque logicielle destinée à la gestion du réseau), et d’autres composants. Tous les navigateurs de type Mozilla sont basés sur ce framework.

## Mozilla codebase
Les codes sources des projets de logiciels Mozilla tels que Firefox, Thunderbird, et XULRunner sont gérés de façon collective dans un dépôt CVS unique. Cet ensemble de codes sources, d'une taille importante, est désigné sous le nom de « Mozilla codebase », « Mozilla source code », ou simplement « Mozilla ».
Au moment de sa sortie, cet ensemble de codes sources fut placé sous licence NPL (Netscape Public License). Lors du passage en version 1.1, la licence NPL prit le nom de « Mozilla Public License » (MPL). La FSF (Free Software Foundation) et d'autres soulignèrent alors le fait qu'un logiciel ne pouvait pas être à la fois sous licence GPL et sous licence MPL pour cause d'incompatibilités au niveau juridique. Par conséquent, il fut recommandé aux développeurs de ne pas utiliser la licence MPL. Pour résoudre ce problème, la Fondation Mozilla a revu la licence des codes sources en 2003, et les a placés sous trois licences : la GPL, la LGPL et la MPL.

## La communauté Mozilla
La communauté Mozilla se compose de plus de 40 000 contributeurs actifs de partout dans le monde. Elle comprend à la fois des employés rémunérés et des bénévoles qui travaillent à la réalisation des objectifs énoncés dans le Manifeste de Mozilla.

### Communautés locales
Il existe un certain nombre de sous-communautés définies par leur situation géographique, où des collaborateurs travaillent ensemble sur des activités particulières, telles que la localisation, le marketing, les relations publiques et le soutien aux utilisateurs.

### Les représentants Mozilla

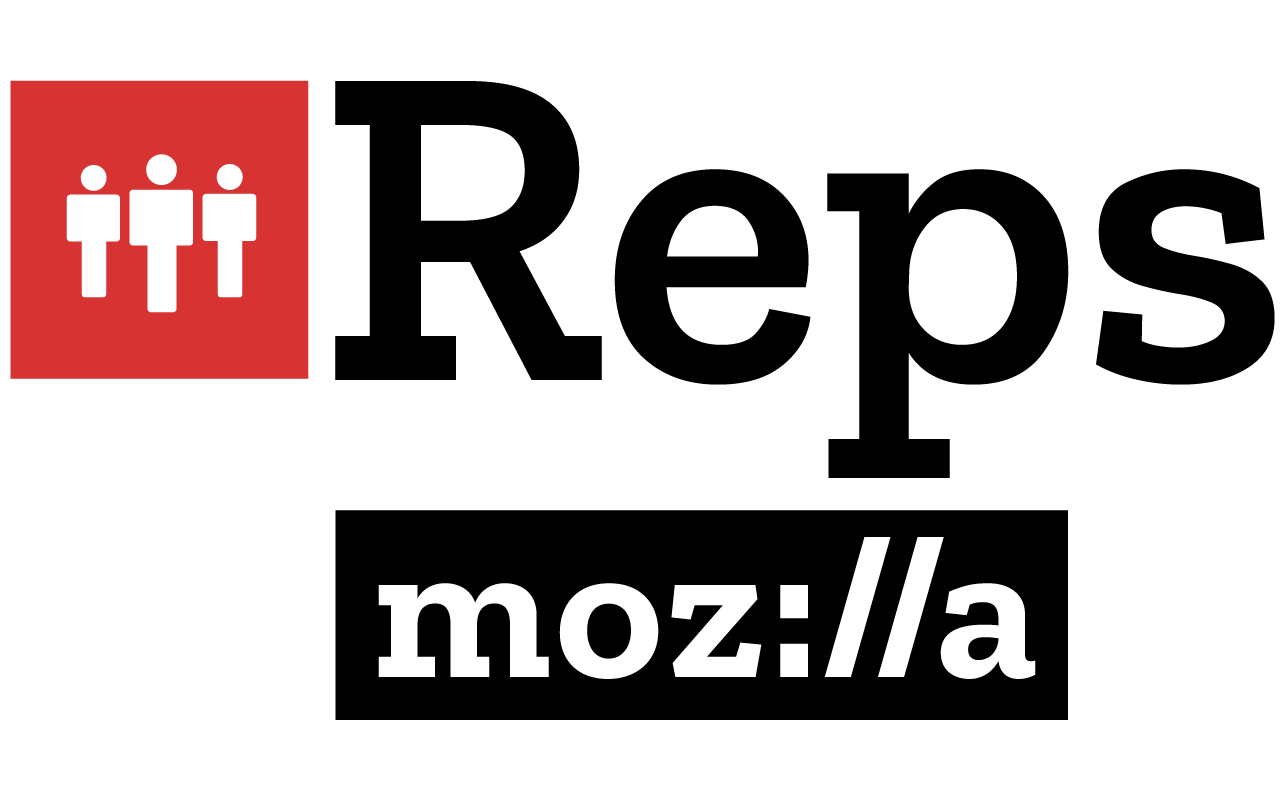
Le logo des représentants Mozilla

Le programme de représentants Mozilla vise à responsabiliser et soutenir les bénévoles mozilliens[réf. nécessaire] qui veulent devenir des représentants officiels de Mozilla dans leur région.
Le programme offre un cadre simple et un ensemble d'outils pour aider les Mozilliens à organiser et / ou participer à des événements, à recruter et à encadrer de nouveaux contributeurs, à documenter et à partager des activités et à mieux soutenir leurs communautés locales.
Lorsqu'il adhère au programme, un représentant Mozilla accepte les responsabilités suivantes :
- représenter Mozilla dans leur pays / région ;
- promouvoir le Projet Mozilla et sa mission ;
- s'appuyer sur et supporter les activités et les programmes existants et futurs de la communauté locale ;
- inspirer, recruter et soutenir de nouveaux contributeurs ;
- soutenir et encadrer les futurs représentants Mozilla ;
- documenter clairement toutes leurs activités.

### Conférences et événements

#### Festival Mozilla

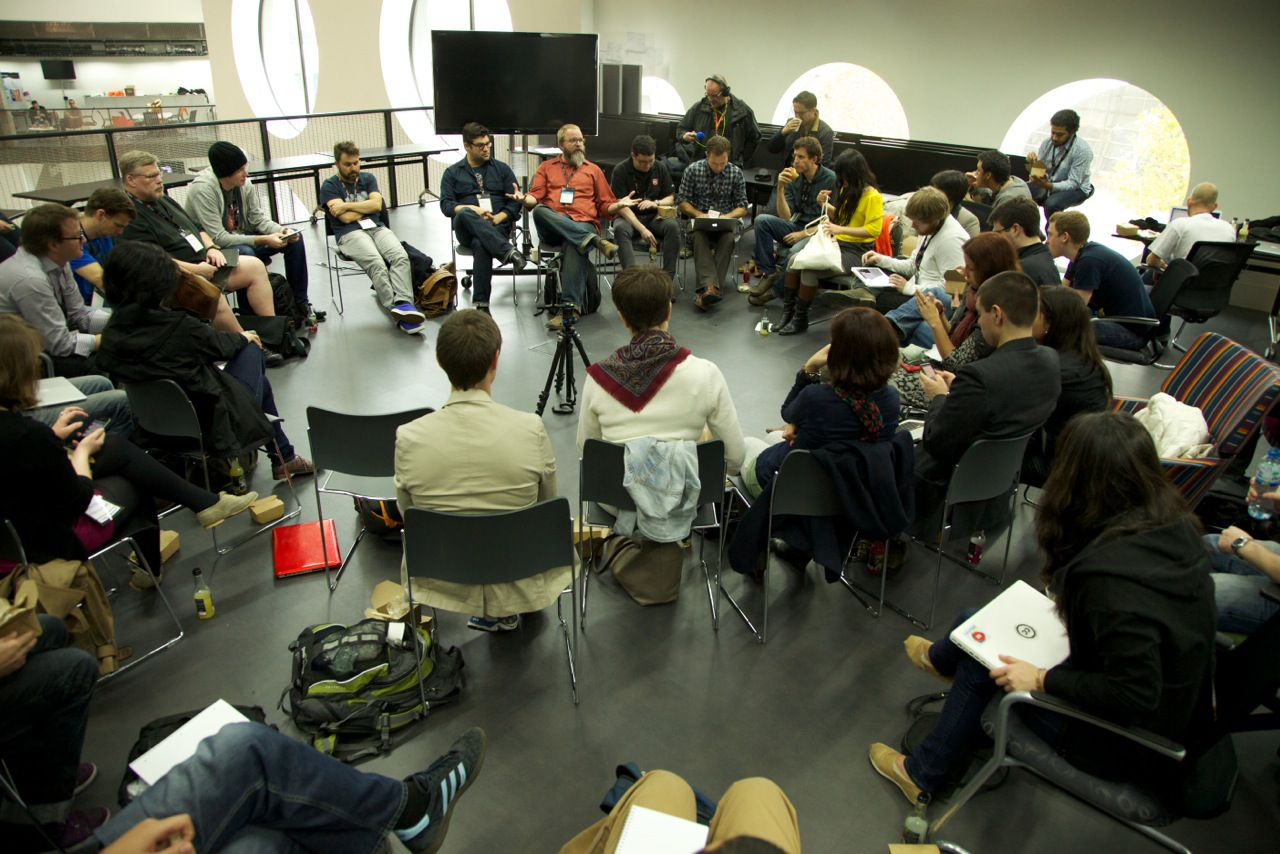
Des conférenciers de la Fondation Knight discutent de l'avenir des nouvelles au Festival Mozilla de 2011 à Londres.

Le Festival Mozilla est un événement annuel où des centaines de passionnés explorent le Web, apprennent ensemble et font des choses qui peuvent changer le monde. En mettant l'accent sur l'action - le mantra du Festival est moins de parlotte, plus d'action (less yack, more hack). Les journalistes, les programmeurs, les cinéastes, les concepteurs, les éducateurs, les joueurs, les décideurs, les jeunes et quiconque, du monde entier, sont invités à y assister. On y rencontre des participants de plus de 40 pays travaillant ensemble à l'intersection de la liberté, du Web et du thème de l'année.
Le festival tourne autour de défis de conception qui abordent des questions clés basées sur le thème de l'année, par exemple, l'apprentissage ou les médias. Le titre du festival s'inspire du thème principal de l'année, de la liberté (comme dans la liberté d'expression) et du Web.

#### MozCamps
Les MozCamps sont la partie critique de l'initiative Grow Mozilla qui vise à développer la communauté Mozilla. Ces camps visent à rassembler les principaux contributeurs du monde entier. Ce sont des camps intensifs de plusieurs jours qui comprennent des discours-clés des leaders de Mozilla, des ateliers et des séances en petits groupes (dirigés par du personnel rémunéré et non rémunéré) et des sorties sociales amusantes. Toutes ces activités se combinent pour récompenser les contributeurs pour leur travail acharné, les engager dans le développement de nouveaux produits et initiatives et aligner tous les participants sur la mission de Mozilla.

#### Mozilla Summit
Le Mozilla Summit était un événement mondial réunissant des collaborateurs actifs et des employés de Mozilla pour développer une compréhension commune de la mission de Mozilla. Plus de 2 000 personnes de 90 pays et de 114 langues se sont réunies à Santa Clara, Toronto et Bruxelles en 2013. Depuis son dernier sommet en 2013, Mozilla a remplacé les sommets par des rencontres où des employés et des bénévoles se réunissent dans une version réduite des Mozilla summits.